# معوية تايلندية
مكورة معوية تايلندية (الاسم العلمي:Enterococcus thailandicus) هي نوع من البكتيريا تتبع جنس المكورة المعوية من فصيلة المكورات المعوية.